# لوک همسورث
لوک همسورث (انگلیسی: Luke Hemsworth؛ زادهٔ ۵ نوامبر۱۹۸۰) هنرپیشه اهل کشور استرالیا است.
وی دو برادر به نام کریس همسورث و لیام همسورث دارد که آن‌ها هم بازیگر هستند. از فیلم های سینمایی و مجموعه های تلویزیونی که او در آن ها نقش آفرینی کرده است می توان به وست ورلد،همسایه‌ها، رضایت، بهم ریخته، برنده‌ها و بازنده‌ها، محاسبه، ناهنجاری، مکافات، باش و راکیت، مرا سه بار بکش، رویارویی و ثور:عشق و تندر اشاره کرد.

## زندگی خصوصی
لوک همسورث بازیگر استرالیایی در سال ۲۰۰۷ با سامانتا همسورث ازدواج کرد . آن‌ها اکنون دارای ۴ فرزند هستند.او برادر بزرگتر کریس همسورث و لیام همسورث است .

## فیلم شناسی
| سال         | فیلم                               | نقش                  |
| ----------- | ---------------------------------- | -------------------- |
| ۲۰۰۱-۲۰۰۲   | همسایه‌ها                           | ناتان تیسون          |
| ۲۰۰۳        | باشگاه زین                         | سیمون                |
| ۲۰۰۴        | هلی کوپترهای آبی                   | گلن پیترز            |
| ۲۰۰۵        | آخرین مرد ایستاده                  | شانون گازل           |
| ۲۰۰۵        | پرستاران                           | بن سیمپسون           |
| ۲۰۰۷        | رضایت                              | پل قصاب              |
| ۲۰۰۸        | همسایه‌ها                           | جان کارتر            |
| ۲۰۰۸        | شاهزاده فیل                        | عمو هری              |
| ۲۰۰۹        | کارلا کامیتی PD                    | تکنسین برق           |
| ۲۰۰۹        | بهم ریخته                          | جان                  |
| ۲۰۱۱        | پروژه بازورا                       | شرور                 |
| ۲۰۱۲        | جنگ بیکی: برادران در ارتش          | گرگوری کمپل (سایه)   |
| ۲۰۱۲        | برنده‌ها و بازنده‌ها                 | جکسون نورتون         |
| ۲۰۱۴        | محاسبه                             | کارآگاه جیسون پیرسون |
| ۲۰۱۴        | ناهنجاری                           | ریچارد الکین         |
| ۲۰۱۴        | مرا سه بار بکش                     | دیلن اسمیت           |
| ۲۰۱۵        | بی‌نهایت                            | چارلی کنت            |
| ۲۰۱۶-تاکنون | وست‌ورلد                            | اشلی ستبس            |
| ۲۰۱۶        | داستان علمی دوره اول: کودک اوزیریس | تراوک                |
| ۲۰۱۷        | هیکوک                              | ویل هیکوک وحشی       |
| ۲۰۱۷        | رویارویی                           | ویل فلمینگ           |
| ۲۰۱۸        | رودخانه قرمز می‌شود                 | وون                  |
| نامعلوم     | گردان ۳۴ام                         | رابینسون             |
| ۲۰۱۹        | کریپتو                             | کالب                 |
| ۲۰۲۰        | مرگ من                             | نیل                  |
| ۲۰۲۲        | ثور:عشق و تندر                     | بازیگر تاتر(ثور)     |
| ۲۰۲۲        | بوش و راکیت                        | بوش                  |
| ۲۰۲۳        | هدف بعدی پیروزی است                | کیت                  |
| ۲۰۲۴        | سرزمین بد                          | ابل                  |